# Slaget vid Blackett Strait
Slaget vid Blackett Strait (japanska: ビラ・スタンモーア夜戦 Slaget vid Vila-Stanmore) var ett sjöslag i stillahavskriget under andra världskriget som utspelades den 6 mars 1943 i Blackett Strait mellan öarna Kolombangara och Arundel, Salomonöarna.

## Bakgrund
Efter den amerikanska segern i slaget om Guadalcanal skiftade operationerna i Salomonöarna till väst där japanerna behållit en stor garnison på Kolombangara. På natten den 5 mars 1943 levererades de japanska jagarna Murasame och Minegumo—under befäl av sho-sa (örlogskapten) Yōji Tanegashima—förnödenheter till den japanska basen vid Vila, på Kolombangara.

## Slaget
När de drog sig undan efter att ha lossat sin last mötte två de japanska fartygen Task Force 68 (TF 68), bestående av tre lätta kryssare (USS Montpelier, Cleveland och Denver) och tre jagare (USS Conway, Cony och Waller) under befäl av amiral Aaron S. Merrill, som hade bombarderat japanska ställningar på Vila.
Under en kort strid sänktes båda de japanska jagarna. 53 överlevande från Murasame och 122 överlevande från Minegumo lyckades nå japanska stridslinjer. Två andra överlevande från Minegumo tillfångatogs senare av amerikanska styrkor.

## Efterdyningar
Den 7 maj lade minfartygen USS Gamble, Breese och Preble minor över Blackett Strait i ett försök att hindra japanska fartygsrörelser genom sundet. Nästa dag gick de japanska jagarna Oyashio, Kagero och Kuroshio alla på minor i området. Kuroshio sjönk omedelbart. Kagero och Oyashio sjönk senare samma dag efter att ha blivit attackerade och ytterligare skadats av amerikanska flygplan från Henderson Field.

## PT-109
En annan strid inträffade i Blackett Strait när en styrka bestående av 15 motortorpedbåtar, inklusive löjtnant John F. Kennedys PT-109, sändes ut för att genskjuta försörjningskonvojen "Tokyoexpressen" den 2 augusti. I vad National Geographic kallar ett "dåligt planerat och dåligt samordnat" anfall, gick 15 motortorpedbåtar med 60 tillgängliga torpeder till aktion. Av de 30 torpederna som avfyrades av motortorpedbåtarna från fyra sektioner träffade inte en enda sitt mål.
I striden hade bara fyra PT-båtar (sektionsledarna) radar och de beordrades att återvända till basen efter att man avfyrat sina torpeder på radarbäringen. När de lämnade området var de kvarvarande båtarna praktiskt taget blinda och utan muntlig order, vilket ledde till mer förvirring.
PT-109, som patrullerade precis efter att sektionsledaren hade vänt hemåt, rammades i en mörk månlös natt av den japanska jagaren Amagiri som återvände från ett förnödenhetsuppdrag. Motortorpedbåten körde sina motorer på tomgång för att dölja henne från sjöflygplan. Motstridiga uttalanden har gjorts om ifall jagarens fartygschef hade sett henne och styrt mot båten. Jagarens besättning trodde inte kollisionen var en olycka, trots att andra rapporter tyder på att Amagiris fartygschef aldrig insåg vad som hände förrän i efterhand. Fartygschefen på PT-109 var den framtida amerikanske presidenten John F. Kennedy. Hans besättning antogs ha gått förlorad av den amerikanska flottan, men hittades senare av de salomoniska spejarna Biuku Gasa och Eroni Kumana i en urholkad kanot.